# Un hombre llamado Flor de Otoño
Un hombre llamado Flor de Otoño è un film spagnolo del 1978 diretto da Pedro Olea.